# Roodsnavelhoen
Het roodsnavelhoen (Mustelirallus erythrops synoniem: Neocrex erythrops) is een vogel uit de familie van de Rallen, koeten en waterhoentjes (Rallidae).

## Verspreiding en leefgebied
Deze soort komt wijdverspreid voor in Zuid-Amerika en telt twee ondersoorten:
- M. e. olivascens: van Panama tot de Guiana's, zuidelijk via Brazilië tot noordelijk Argentinië.
- M. e. erythrops: de Galapagoseilanden en de Peruaanse kust.

## Externe link

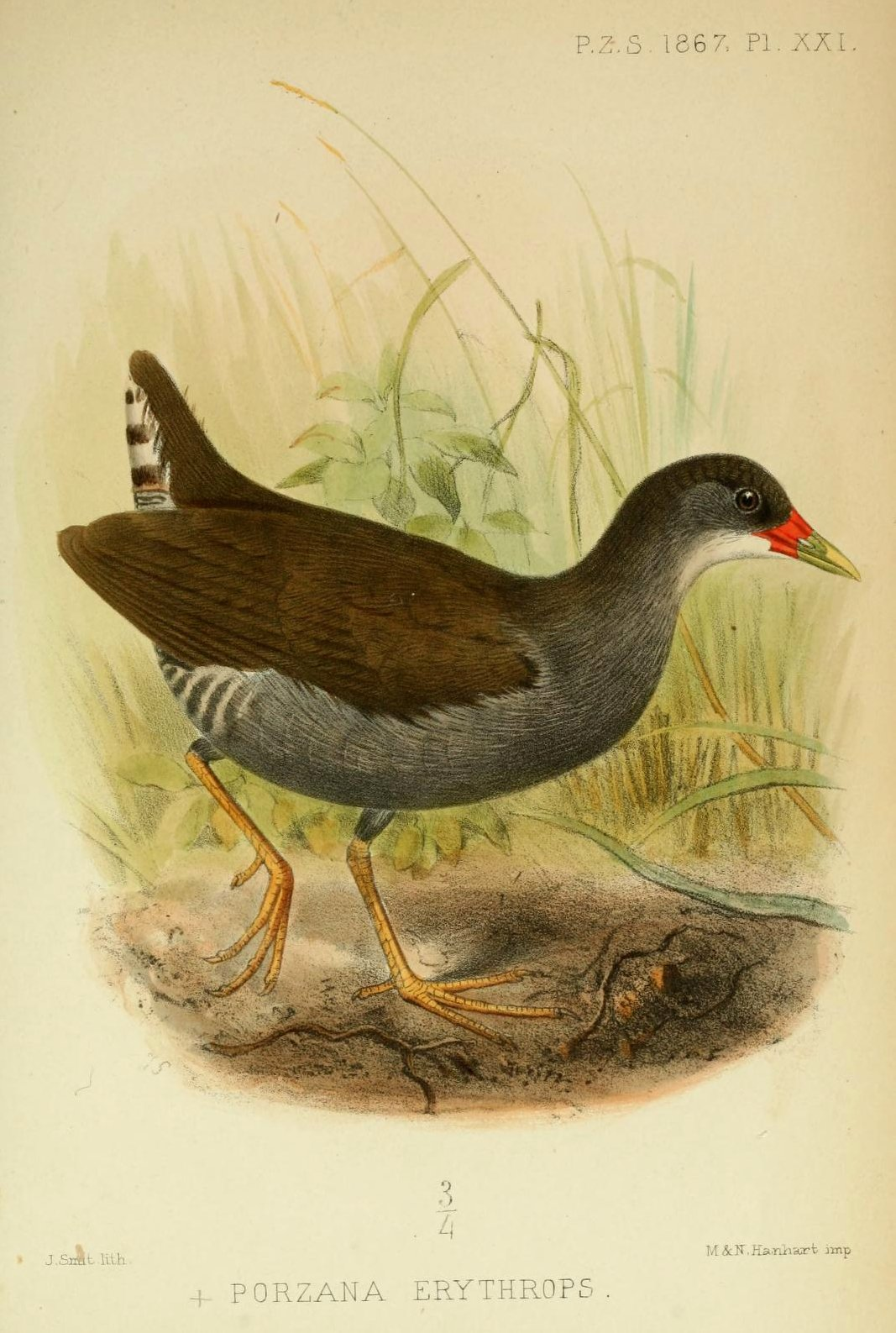